# ديك إيفي
ديك إيفي (بالإنجليزية: Dick Ivey)‏ هو لاعب كرة قدم أسترالية أسترالي، ولد في 15 يونيو 1947، وتوفي في 22 نوفمبر 2014.

## وصلات خارجية
- ديك إيفي على موقع AustralianFootball.com (الإنجليزية)
- ديك إيفي على موقع AFLtables.com (الإنجليزية)